# 阁壁水库
阁壁水库是中国湖北省咸宁市通城县境内的一座水库，位于陆水上游菖蒲港支流上，建于1968年。水库正常库容为1100万立方米，集雨面积为10平方千米，海拔为95米。